# Капніст Василь Петрович
Василь Петрович Капніст (бл.1701 — 19 серпня (30 серпня за новим стилем) 1757) — венеціанський купець грецького походження. Сотник ізюмського полку (1726), полковник миргородський (1737–1750) і київський (1750), бригадир російської армії. Засновник козацького, а згодом графського роду Капністів.

## Біографія
На початку 18 століття Василь Петрович Капніст оселився в Україні.
1726 року займав посаду сотника Ізюмського полку.
У 1736–1738 роках був учасником спільних походів російсько-української армії у Крим.
У 1737–1750 роках очолював Миргородський полк. Відзначився в боях проти турків і татар. Будував фортифікаційні споруди і проводив картографічні роботи у Південній Україні.
Згідно з царською грамотою як іноземцю за службу царю 15 червня 1743 року власністю В. П. Капніста стає Манжелія. Він дозволив селитися вихідцям із інших сіл на подарованих йому землях і заснував Ламане, Піски, Миколаївку (нині Троїцьке), Василівку, Пузикове, Бригадирівку.
1750 року звинувачений у підготовці змови з метою захоплення гетьманської влади і наступним проголошенням Гетьманщини незалежною державою. Згодом — командував слобідськими полками. Загинув у битві під Гросс-Єгерсдорфом в ході Семирічної війни 1756-63.
На честь Василя Капніста, підкомандні козаки якого в 1740-х роках взяли участь у заснуванні Новомиргорода, в лютому 2016 року було названо вулицю в місті.

## Вшанування пам'яті
- У селі Великі Сорочинці вулицю Ціолковського перейменували на вулицю Василя Капніста[4].